# Else-Marie Ambrosius
Else-Marie Ambrosius, Geburtsname Else-Marie Böttcher (geboren 24. Juni 1907 in Hildesheim; gestorben 7. Februar 1992 ebenda) war eine deutsche Journalistin, Werbegrafikerin, Malerin und Bildende Künstlerin.

## Leben
Else-Marie war die Tochter von Aloisia und Joachim Böttcher. 1924 besuchte sie die Kunstgewerbeschule Hildesheim und arbeitete danach als Reklamezeichnerin bei der Firma J. C. König & Ebhardt in Hannover. Nachdem sie sich als Werbegraphikerin in Hildesheim selbständig gemacht hatte, heiratete sie 1938 den Kapitänleutnant Hans-Heinrich Ambrosius, zog nach Berlin und arbeitete zunächst als freischaffende Malerin und Grafikerin. Während des Zweiten Weltkrieges arbeitete sie von 1943 bis 1944 als Kriegsberichterstatterin auf dem Balkan.
1945 floh sie aus Berlin nach Hildesheim, übersiedelte 1950 nach Isernhagen, später nach Elze oder Bennemühlen und schließlich 1962 oder 1963 zurück nach Hildesheim, um dort ihre Mutter zu pflegen.
1978 starb ihr Ehemann. Sie selbst hatte sich bereits ab 1970 krankheitsbedingt weitgehend aus der Öffentlichkeit zurückgezogen. Dennoch schuf sie in dieser Zeit bis zu ihrem Tod noch mehrere größere Materialbilder.
Ambrosius war Mitglied im Bundesverband Bildender Künstlerinnen und Künstler (BBK) sowie der GEDOK Hannover. Sie nahm mit ihren Werken an zahlreichen Ausstellungen im In- und Ausland teil, unter anderem in Hannover, Braunschweig, Bremen und anderen deutschen Städten sowie in Wien. Ein von Ambrosius entworfener und von dem Goldschmied Theodor Blume geformter Spiegel wurde auf einer in Venedig gezeigten Ausstellung von König Faruk von Ägypten angekauft.
Zu ihren von der Landeshauptstadt Hannover erteilten Auftragsarbeiten zählt unter anderem ein Wandfries im Gebäude des Niedersächsischen Innenministeriums sowie eine Wandarbeit in einer Stadtbücherei. Die niedersächsische Landeshauptstadt kaufte zudem diverse Bilder der Künstlerin an.
1992 starb Else-Marie Ambrosius in ihrem Haus in Hildesheim im Alter von 84 Jahren.
1994 publizierte Karl-Heinz Böttcher zu Aquarellen und Zeichnungen von Else-Marie Ambrosius unter dem Titel Dalmatinische Küste. Poetische Reisebilder aus glücklichen Tagen. Posthum wurden 1995 Werke von Ambrosius im Schirmerhaus gezeigt.